# Percina rex
Percina rex és una espècie de peix de la família dels pèrcids i de l'ordre dels perciformes que habita a Virgínia. Els mascles poden assolir els 15 cm de longitud total. És un peix d'aigua dolça, bentopelàgic i de clima temperat (38°N-37°N). La seua esperança de vida és de sis anys.